# تمكنيت (آيت ادريس وادوازمر)
تمكنيت هو دُوَّار يقع بجماعة إميلمايس، إقليم تارودانت، جهة سوس ماسة في المملكة المغربية. ينتمي الدوّار لمشيخة آيت ادريس وادوازمر التي تضم 15 دوار. يقدر عدد سكانه بـ 502 نسمة حسب الإحصاء الرسمي للسكان والسكنى لسنة 2004.

## روابط خارجية
- البوابة الوطنية للجماعات الترابية نسخة محفوظة 12 مارس 2018 على موقع واي باك مشين.
- المندوبية السامية للتخطيط